# Бортигали
Бортига̀ли (на италиански: Bortigali; на сардински: Bortigàle, Бортигале) е село и община в Южна Италия, провинция Нуоро, автономен регион и остров Сардиния. Разположено е на 510 m надморска височина. Населението на общината е 1438 души (към 2010 г.).